# ریچارد لامبورن

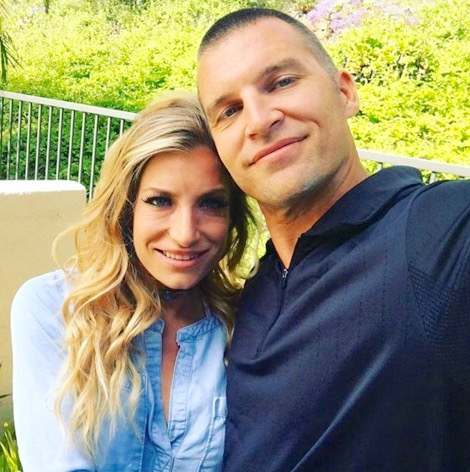
ریچارد لامبورن در سال ۲۰۱۶

ریچارد لامبورن (انگلیسی: Richard Lambourne؛ زادهٔ ۶ مهٔ ۱۹۷۵) بازیکن والیبال اهل ایالات متحده آمریکا است. ریچارد در المپیک ۲۰۰۸ به همراه تیم ملی آمریکا به مدال طلا دست یافت و تا سال ۲۰۱۱ عضو تیم بود.